# Choristoneura simonyi
Choristoneura simonyi es una especie de polilla del género Choristoneura, tribu Archipini, subfamilia Tortricinae. Fue descrita científicamente por Rebel en 1892.

## Distribución
Se distribuye por Europa: España (islas Canarias).